# Шальнева, Мария Тимофеевна
Мари́я Тимофее́вна Ша́льнева (в замужестве Ненахова; 1921, село Средняя Лукавка, Липецкий уезд, Тамбовская губерния, РСФСР — 4 августа 1997) — регулировщица на Александерплац у Рейхстага в Берлине в мае 1945 года.

## Биография

### Ранние годы
Мария Тимофеевна Шальнева родилась в 1921 году в селе Средняя Лукавка Липецкого уезда Тамбовской губернии РСФСР (ныне Грязинского района Липецкой области) в семье Тимофея Павловича Шальнева и Евдокии Родионовны. Её отец был участником Первой мировой войны, воевал на Западном фронте, где получил ранение. После выздоровления работал железнодорожником в Петрограде, а затем вернулся в родное село, где занимался изготовлением многих изделий, включая кошельки и корзины.
Начальную школу Мария закончила в родном селе, а затем поступила в среднюю школу, которая была расположена в соседнем селе Петровка.

### Великая Отечественная война
На момент начала Великой Отечественной войны Мария закончила девять классов и гостила у тёти в Воронеже, где узнала о её начале. После начала войны Мария вместе с подругами работала на колхозных полях и благодаря хорошей работе была назначена старшей при сдаче хлеба на элеватор.
В августе 1941 оставила школу из-за тяжелой болезни матери.
В 1942 году Мария Шальнева была призвана в Красную армию. Осенью 1942 года вместе с подругами прибыла в Борисоглебск, где девушки были зачислены в 87-й отдельный Дорожно-эксплуатационный батальон 62-й армии под командованием генерала Василия Чуйкова. В октябре 1942 года во время бомбардировки позиций немецкой авиацией получила ранение в голову осколком дерева, которое было уничтожено бомбой. Вернувшись из госпиталя, Мария продолжила службу в Красной армии, пройдя Курскую битву, битву за Днепр, освобождение Правобережной Украины и Белоруссии.
2 мая 1945 года в Берлине ефрейтор Мария Шальнева занимала свой пост на Александерплац, неподалёку от захваченного Рейхстага. Снимок Марии, сделанный фотокорреспондентом Евгением Халдеем, попал практически во все главные газеты Советского союза и зарубежных стран. В народе снимок получил название «Хозяйка военного Берлина». 9 мая 1945 года, в День Победы, Шальнева расписалась на стенах Рейхстага, написав «М. Шальнева, Воронеж…». Демобилизовалась из армии в августе 1945 года и вернулась в родное село.
Во время Великой Отечественной войны Мария Шальнева в качестве донора сдала 12 литров крови, за что 11 июня 1945 получила знак Почётный донор СССР.

### После войны
В июне 1946 года Мария Шальнева вышла замуж за своего односельчанина Мирона Мироновича Ненахова, инженера на Саратовском авиазаводе. Работала на этом заводе контролёром. В 1951 году вместе с мужем уехала в Воронеж, где вместе с ним работала на Воронежском авиазаводе. Её муж возглавлял конструкторское бюро, а Шальнева работала до 55 лет в одном из цехов крупнейшего авиазавода СССР. От брака с Мироном Мироновичем было двое детей — дочь Людмила (старшая) и сын Виктор.
В 1970 году в Воронеж приезжал Евгений Халдей и сделал несколько снимков. На одном из них написал: «Марии Тимофеевне на память о встрече через 25 лет. Берлин — Воронеж. 1945—1970. Е. Халдей». Скончалась 4 августа 1997 года в возрасте 75 или 76 лет.

### Награды
- Благодарственная грамота, подписанная Жуковым,
- Орден Отечественной войны второй степени,

Медали:
- «За отвагу»,
- «За боевые заслуги»,
- «За взятие Берлина»
- «За освобождение Варшавы»
- «За победу над Германией в Великой Отечественной войне 1941—1945 гг.»

.